# Миодраг Матицки
Миодраг Матицки (Велико Средиште, 1. новембар 1940 — Београд, 7. јул 2020) био је српски књижевник и научни радник.

## Биографија
Миодраг Матицки дипломирао је на Филолошком факултету у Београду 1963, магистрирао 1965. и докторирао 1972. године.
Од 1966. до 2007. радио је у Институту за књижевност и уметност у Београду, најпре као асистент−магистар, од 1973. као научни сарадник, од 1978. као виши научни сарадник, а 1984. изабран је за научног саветника. Од 1977. до 2006. био је директор Института за књижевност и уметност. 
У почетку је био сарадник на пројекту Биобиблиографски приручник за историју југословенских књижевности, а од 1987. па до 2005. руководи научноистраживачким пројектом Историја српске књижевне периодике. Као уредник едиције Института Студије и расправе уредио је 40 књига.
Од 1964. објављује песме, приповетке и романе.
У сарадњи са Матицом српском покренуо је у Институту, и до данас уређује, научне едиције:
- Историја српске књижевне периодике (монографске обраде појединих стожерних књижевних часописа, групе часописа и библиографије појединих часописа)
- Библиотека усмене књижевности (научна издања часописних и рукописних збирки народних умотворина – сабрана усмена дела српског народа), у којој је објавио и четири књиге:

1. Епске народне песме у Летопису Матице српске (1983)
2. Народне песме у Вили (1985)
3. Народне песме у српској периодици до 1864 (2007)
4. Народне песме у Српско далматинском магазину (2010).

Био је члан Одбора за историју књижевности и члан је Одбора за народну књижевност САНУ. Вишегодишњи је члан Књижевног одељења и Управног одбора Матице српске. За потпредседника Матице српске изабран је 28. априла 2012. године. 
Члан је Удружења књижевника Србије, Удружења фолклориста и Друштва за јужнословенску митологију. Од 1996. до 2008. председник је Управног одбора, а од 2008. председник Скупштине Вукове задужбине.
Од 1998. у два мандата био је члан Управног одбора Андрићеве задужбине, а од 2005. до 2008. био је члан Управног одбора Задужбине “Доситеј Обрадовић”. Од 1980. до 1985. био је главни и одговорни уредник Књижевне општине Вршац.
Од 2006. до 2012. био је потпредседник Националног савета за науку и технолошки развој Републике Србије. 
Био је члан Редакције научног часописа „Књижевност и језик“ (1976-1980), „Летописа Матице српске“ (1983-1987), „Ковчежића“ Вуковог и Доситејевог музеја (у више наврата).
Покретач је и главни је и одговорни уредник годишњака „Даница“ Вукове задужбине (1994-2016), а од 2003. до 2014. одговорни уредник „Књижевне историје“, часописа за науку о књижевности Института за књижевност и уметност.

## Дела

### Књиге песама
- Кроз прстен јабуку (1964)
- Кирвај (1979)

### Романи
- Трећи коњ (1979)
- Глува лађа (1987)
- Луди песак (1992)
- Иду Немци (1994. и 2003)
- Пљускофон, са Милицом Матицки (1995. и 2008)
- Немири меде Желимира (2006)
- Предности гипса (2008)
- Делта (2011)
- Цегер пун љубави (2013)
- Штеријина барока – приче и песме о Јовану Стерији Поповићу (2014)

### Приповетке
- Свакодневно хватање веверице (1998)
- Уз музику коју волите (2000)
- Вучјак Аделе Аргени (2004)
- Десети за молитву (2006)
- Сеновите приче (2008)

### Стручни и научни рад
- Од сна до запада : лирске песме Банатске војне границе из збирке Владана Арсенијевића (1967)
- Српскохрватска граничарска епика (1974)
- Епика устанка (1982)
- Епске народне песме у „Летопису Матице српске” (1983)
- Народне песме у „Вили” (1985)
- Библиографија српских алманаха и календара : са великом уводном монографијом (1986)
- Поновнице : типови односа усмене и писане књижевности (1989)
- Летопис српског народа : три века алманаха и календара (1997)
- Историја као предање (1999)
- О српској прози (2000)
- Језик српског песништва (2003)
- Народне песме у српској периодици до 1864, са М. Радевићем (2007)
- Народне песме у „Српско-далматинском магазину”, са М. Радевићем (2010)

### Приређивач
- Чардак ни на небу ни на земљи: народна прозна казивања (1978)
- Живот Срба граничара / Никола Беговић (1986)
- Кад се шћаше по земљи Србији / Филип Вишњић (1991. и 1994)
- Даворје / Јован Стерија Поповић (1993)
- Косово, српске народне песме о боју на Косову / Стојан Новаковић (1995)
- Милован Видаковић / Павле Поповић (2000)
- Неготинска крајина / Вук Стеф. Караџић (2001)
- Даворје, II књига / Јован Стерија Поповић (2002)
- Народне умотворине у „Летопису Матице српске” (2003)
- Басне / Доситеј Обрадовић (2007)
- Севдалинке : бисер-песме за певање / Јанко М. Веселиновић (2008)
- Актуелност Вукових порука (зборник радова) (2009)
- Изабране басне / Доситеј Обрадовић (2009)

### Приређивач фототипских издања
- Бачванске песме / сакупио Стеван Бошковић (1987)
- Даница : забавник Вука Стеф. Караџића, I – V (2005-2007)

### Уредник
- Историјски роман (1996)
- Из књижевности : поетика, критика, историја (зборник радова у част академика П. Палавестре) (1997)
- Књига за народ (1998)
- Српски роман и рат (1999)
- Књижевна топографија Панчева (2001)
- Зборник у почаст академику Мирославу Пантићу (2003)
- Књижевност на језицима мањина у Подунављу (2004)
- Свој и туђ : слика другог у балканским и средњоевропским књижевностима (2006)
- Срем кроз векове (2007)
- Признање професору Слободану Ж. Марковићу (зборник радова) (2007)
- Матицки, Миодраг; Јовић, Видојко, ур. (2010). Банат кроз векове: Слојеви култура Баната. Београд: Вукова задужбина.
- Творци српског књижевног језика (2011)
- Причте илити по простому пословице тјемже сентенције илити рјеченија / Јован Мушкатировић(2011)
- Усмена традиција Банатске војне границе (2015)

### Антологије
- Двори самотвори : тужбалице (1979)
- Златна јабука и 99 пауница : антологија српских народних приповедака (2003)
- Антологија српске народне лирике (2003)
- Светосавска читанка (2003)
- Читанка Првог српског устанка (2004)[1][2]